# Sommersby
Sommersby is een Amerikaans-Franse romantische dramafilm uit 1993. Het verhaal hiervan is grotendeels afgeleid van de Franse film Le Retour de Martin Guerre uit 1982. In Duitsland kreeg Sommersby een Golden Screen toegekend.

## Verhaal
In het zuiden van de Verenigde Staten, net na de burgeroorlog, probeert Laurel Sommersby te herbeginnen met het werk op de boerderij, zonder haar man Jack, die volgens haar is gestorven in de burgeroorlog. Volgens velen was Jack geen plezierige man en wanneer blijkt dat hij toch nog leeft zit Laurel met gemengde gevoelens. Later blijkt dat Jack een grote deal heeft gesloten, waardoor sommigen niet geloven dat dit de echte Jack is, maar een vervanger. Laurel heeft twijfels of ze deze man wel in haar huis of zelfs in haar hart wil plaatsen.

## Rolverdeling
| Acteur           | Personage                   |
| ---------------- | --------------------------- |
| Richard Gere     | John "Jack" Sommersby       |
| Jodie Foster     | Laurel Sommersby            |
| Bill Pullman     | Orin Meecham                |
| James Earl Jones | Rechter Barry Conrad Isaacs |
| Lanny Flaherty   | Buck                        |
| William Windom   | Reverend Powell             |
| Wendell Wellman  | Travis                      |
| Brett Kelley     | Little Rob                  |
| Clarice Taylor   | Esther                      |
| Frankie Faison   | Joseph                      |
| R. Lee Ermey     | Dick Mead                   |